# Кубок Югославії з футболу 1938—1939
Зимовий кубок Югославії з футболу 1938—1939 (хорв. Zimski Jugo-kup u nogometu 1938./39.) — другий розіграш Зимового кубка. Один з передвісників футбольного Кубка Югославії. Участь у турнірі брали 19 команд, що були поділені на східну і західну зони. Через відмову загребського клубу «Граджянскі» грати у півфіналі проти «Славії» (Сараєво), турнір не був завершений у попередньо запланований час. Фінальні матчі між «Славією» і «Югославією» були зіграні на початку січня 1940 року.

## Результати

### І коло
| Дата                      | Команда 1             | Команда 2             | Результат |
| ------------------------- | --------------------- | --------------------- | --------- |
| 25.12.1938. / 1.1.1939.   | Воєводина (Новий Сад) | Раднички (Крагуєваць) | 2:3, 4:4  |
| 25.12.1938. / 1.1.1939.   | САШК (Сараєво)        | Бата Борово (Вуковар) | 5:2, 1:7  |
| 18.12.1938. / 26.12.1938. | Бачка (Суботиця)      | Славія (Осієк)        | 4:4, 0:5  |

### ІІ коло (1/8 фіналу)
| Дата                    | Команда 1             | Команда 2             | Результат |
| ----------------------- | --------------------- | --------------------- | --------- |
| 15.1.1939. / 18.1.1939. | Єдинство (Белград)    | СК Земун              | 2:0, 0:0  |
| 15.1.1939. / 19.1.1939. | БАСК (Белград)        | Граджянскі (Скоп'є)   | 5:0, 2:3  |
| 15.1.1939. / 19.1.1939. | Раднички (Крагуєваць) | Югославія (Белград)   | 2:3, 0:4  |
| 15.1.1939. / 19.1.1939. | Славія (Осієк)        | БСК (Белград)         | 1:3, 1:6  |
| 6.1.1939. / 15.1.1939.  | Конкордія (Загреб)    | Бата Борово (Вуковар) | 2:0, 2:2  |
| 6.1.1939. / 15.1.1939.  | ХАШК (Загреб)         | Славія (Сараєво)      | 1:0, 0:3  |
| 6.1.1939. / 15.1.1939.  | СК Любляна            | Граджянскі (Загреб)   | 2:1, 0:6  |
| 8.1.1939. / 15.1.1939.  | Хайдук (Спліт)        | Спліт                 | 2:0, 0:0  |

### Чвертьфінали
| Дата                        | Команда 1           | Команда 2        | Результат       |
| --------------------------- | ------------------- | ---------------- | --------------- |
| 22.1.1939. / 29.1.1939.     | Югославія (Белград) | БАСК (Белград)   | 2:1, 2:1        |
| 22.1.1939. / 29.1.1939.     | Єдинство (Белград)  | БСК (Белград)    | 1:3, 0:3        |
| 22.1.1939. / 29.1.1939.     | Конкордія (Загреб)  | Славія (Сараєво) | 2:2, 0:2        |
| 22.1.1939. / 29.-30.1.1939. | Граджянскі (Загреб) | Хайдук (Спліт)   | 1:1, 2:1 (д.ч.) |

### Півфінали
| Дата                   | Команда 1           | Команда 2           | Результат      |
| ---------------------- | ------------------- | ------------------- | -------------- |
| 5.2.1939. / 19.2.1939. | Югославія (Белград) | БСК (Белград)       | 0:1, 4:0       |
|                        | Славія (Сараєво)    | Граджянскі (Загреб) | 3:0 (технічна) |

### Фінал
| Дата                  | Команда 1           | Команда 2        | Результат |
| --------------------- | ------------------- | ---------------- | --------- |
| 7.1.1940. / 8.1.1940. | Югославія (Белград) | Славія (Сараєво) | 5:1, 0:0  |

## Фінал
| 7 січня 1940 |

| Югославія (Белград)                               | 5:1 | Славія (Сараєво) |
| ------------------------------------------------- | --- | ---------------- |
| Савич 9' Перлич 25' А.Петрович 32' 46' Беднар 81' |     | 7' Райлич        |

| «Югославія», Белград Глядачів: 1 200 Арбітр: Янко Логар (Белград) |

«Югославія»: Любомир Ловрич, Слободан Анджелкович, Павле Петрович, Александар Атанацкович, Любиша Брочич, Милован Чирич, Миодраг Савич, Мирко Беднар, Александар Петрович, Божидар Дреноваць, Никола Перлич
«Славія»: Милєнко Крстулович, Здравко Павлич, Бранко Станкович, Судар, Анто Бобетич, Воїслав Петкович, Бранко Тешанич, Воїслав Видович, Бранко Шаліпур, Милан Райлич, Предраг Джаїч, Велислав Лазаревич
| 8 січня 1940 |

| Югославія (Белград) | 0:0 | Славія (Сараєво) |
| ------------------- | --- | ---------------- |
|                     |     |                  |

| «Югославія», Белград Глядачів: 1 000 Арбітр: Г.Станкович (Белград) |

«Югославія»: Любомир Ловрич, Слободан Анджелкович, Павле Петрович, Александар Атанацкович, Любиша Брочич, Милован Чирич, Миодраг Савич, Крешимир Ейбель, Александар Петрович, Божидар Дреноваць, Никола Перлич
«Славія»: Милєнко Крстулович, Здравко Павлич, Бранко Станкович, Милорад Булаїч, Анто Бобетич, Воїслав Петкович, Бранко Тешанич, Воїслав Видович, Бранко Шаліпур, Милан Райлич, Предраг Джаїч, Велислав Лазаревич